# Carex depressa
Carex depressa é uma espécie de planta com flor pertencente à família Cyperaceae. 
A autoridade científica da espécie é Link, tendo sido publicada em Journal für die Botanik 2: 309. 1799.

## Portugal
Trata-se de uma espécie presente no território português, nomeadamente os seguintes táxones infraespecíficos:
- Carex depressa subsp. depressa - presente em Portugal Continental. Em termos de naturalidade é nativa da região atrás referida. Não se encontra protegida por legislação portuguesa ou da Comunidade Europeia.